# هجمات الجمرة الخبيثة 2001
هجمات الجمرة الخبيثة عام 2001 (بالإنجليزية: 2001 anthrax attacks) وقعت على مدى عدة أسابيع في شهري سبتمبر وأكتوبر 2001.
مكتب التحقيقات الفدرالي لم تقدم أي تفاصيل عن التحقيق، بخلاف القول أن مكتب التحقيقات الفدرالي والولايات المتحدة التفتيش البريدي خدمة عملاء كانوا يبحثون في مواقع متعددة ويلسفيل بلدة دوفر بولاية نيو جيرسي.
كسر حالات الجمرة الخبيثة بسبب الإرهاب البيولوجي في مناطق شتى. يرجع ذلك إلى حقيقة أن هذا تلي مباشرة 11 سبتمبر 2001 هجمات إرهابية هناك تكهنات بوجود رابط بين الحدثين. وقد تم تعزيز ذلك من خلال ادعاءات بأن «آفة الجلد» التي Haznawi أحمد، أحد الخاطفين المزعومين 11 سبتمبر، سعى للعلاج في مستشفى الصليب المقدس في فورت لودرديل بولاية فلوريدا، كان في الواقع بسبب مرض الجمرة الخبيثة الجلدية.
هناك العديد من حالات التعرض، والتهابات عدة (تسعة عشر)، والوفيات الخمس. تم اختبار الآلاف. استغرق 10000 شخص في الولايات المتحدة دورة لمدة شهر من المضادات الحيوية بعد التعرض الممكنة. اكتسب المئات أو الآلاف من الأشخاص لم يتعرضوا للسيبرو المضاد الحيوي من خلال أطبائهم أو عبر الإنترنت. التحليل الإحصائي في وقت لاحق يدعي أن منعوا حوالي 5 وفيات و25 حالة غير مميتة من الجمرة الخبيثة عن طريق استخدام المضادات الحيوية موجه.
تم العثور على كل من جراثيم الجمرة الخبيثة في البريد لتكون عبئا متطابقة. هذه السلالة واحد هو أن الجيش الأميركي يستخدم للدراسة في USAMRIID وتوزيعها على الحكومة وغيرها من مختبرات الجامعات، وكذلك إلى الحكومات الأخرى بما في ذلك المملكة المتحدة. مكتب التحقيقات الفدرالي تدعي أنها تركز على الإرهابية المحلية. انهم يعتقدون الآن ان لا علاقة للهجوم الجمرة الخبيثة لأحداث 11 سبتمبر 2001.